# Andris Blicavs
Andris Blicavs (Auckland, 30 luglio 1954) è un ex cestista australiano.
È il marito di Karen Ogden e il fratello di Ilze Blicavs. Anche la figlia Sara è cestista.

## Carriera
Con l'Australia ha disputato i Giochi olimpici del 1976 e due edizioni dei Campionati del mondo (1974, 1978).